# Ла-Гранада-де-Ріо-Тінто
Ла-Гранада-де-Ріо-Тінто (ісп. La Granada de Río-Tinto) — муніципалітет в Іспанії, у складі автономної спільноти Андалусія, у провінції Уельва. Населення — 209 осіб (2010).
Муніципалітет розташований на відстані близько 380 км на південний захід від Мадрида, 70 км на північний схід від Уельви.

## Демографія
Динаміка населення (INE ):